# A Divina Comédia ou Ando Meio Desligado
| Оценки критиков                   | Оценки критиков |
| Источник                          | Оценка          |
| --------------------------------- | --------------- |
| Allmusic                          | [ 1 ]           |
| The Encyclopedia of Popular Music | [ 2 ]           |

A Divina Comédia ou Ando Meio Desligado — третий альбом бразильской рок-группы Os Mutantes. Первоначально был выпущен в 1970 году (см. 1970 год в музыке) и переиздан в 1999 году на лейбле Omplatten Records, а затем в 2006 году материнской компанией Omplatten (и Polydor), Universal Records. Название на английском языке означает: The Divine Comedy or I Am a Bit Disconnected (рус. Божественная комедия или Я немного отключился). «I am a bit disconnected» (рус. Я немного отключён) в этом смысле означает «I feel a little spaced out» (рус. Я чувствую себя немного отстранённым). Во втором треке группа имитирует калифорнийские акценты. В целом альбом характеризуется смесью психоделических и религиозных образов.
Это также первый альбом группы, который отошёл от эстетики тропикалии и перешёл к более чистому рок-звучанию. За исключением шутливой версии баллады «Chão de Estrelas», на пластинке мало влияния бразильской музыки. Предполагается, что этот сдвиг в направлении произошёл из-за того, что их помощники и вдохновители, звёзды тропикализма Каэтану Велозу и Жилберту Жил были изгнаны бразильской военной диктатурой.
Обложка альбома отражает аналогичную иллюстрацию Гюстава Доре из «Божественной комедии» Данте.
По версии журнала Rolling Stone Brazil, он занял 22-е место в списке 100 лучших бразильских альбомов в истории. Журнал также назвал заглавную песню «Ando Meio Desligado» 50-й по счёту лучшей песней Бразилии.

## Список композиций
| №  | Название                           | Автор(ы)                                | Длительность |
| -- | ---------------------------------- | --------------------------------------- | ------------ |
| 1. | «Ando Meio Desligado»              | Арнальдо Баптиста, Рита Ли, Серхио Диас | 4:47         |
| 2. | «Quem Tem Medo de Brincar de Amor» | Баптиста, Ли                            | 3:40         |
| 3. | «Ave, Lúcifer»                     | Баптиста, Ли, Элсио Десарио             | 2:22         |
| 4. | «Desculpe, Babe»                   | Баптиста, Ли                            | 2:53         |
| 5. | «Meu Refrigerador Não Funciona»    | Баптиста, Ли, Диас                      | 6:34         |

| №   | Название                                  | Автор(ы)                                | Длительность |
| --- | ----------------------------------------- | --------------------------------------- | ------------ |
| 6.  | «Hey Boy»                                 | Баптиста, Десарио                       | 2:50         |
| 7.  | «Preciso Urgentemente Encontrar um Amigo» | Роберту Карлус, Эрасмо Карлус           | 3:50         |
| 8.  | «Chão de Estrelas»                        | Орестес Барбоса, Сильвио Кальдас        | 3:16         |
| 9.  | «Jogo de Calçada»                         | Баптиста, Вандлер Кунья, Илтон Оливейра | 3:35         |
| 10. | «Haleluia»                                | Баптиста                                | 3:49         |
| 11. | «Oh! Mulher Infiel»                       | Баптиста                                | 4:31         |

## Участники записи
Os Mutantes
- Арнальдо Баптиста[англ.]: вокал (2, 3, 5, 7, 8, 9, 10, 11 треки), клавишные и бас-гитара
- Рита Ли: вокал (1, 2, 3, 5, 6, 7, 9, 10 треки), перкуссия, терменвокс, автоарфа, блокфлейта
- Серхио Диас[англ.]: вокал (1, 2, 3, 4, 7, 9, 10 треки), гитара

при участии:
- Рожерио Дюпра[англ.]: оркестровые аранжировки
- Лиминья[англ.]: бас-гитара (2, 4, 6, 7 треки)
- Динхо Леме: ударные
- Рафаэль Вилларди: акустическая гитара (3, 8 треки) и вокал (3 трек)
- Нана Васконцелос[англ.]: перкуссия (1, 4 треки)